# Готиният Танг
„Готиният Танг“ (на английски: Pootie Tang) е американски комедиен филм от 2000 г., написиан и режисиран от Луи Си Кей. Адаптиран от комедийния скеч, който се появява първоначално в „Шоуто на Крис Рок“, героят Готиният Танг е сатира от стереотипните екшън герои, които се появяват в старите филми. Във филма участват Ланс Краутер, Дженифър Кулидж, Уанда Сайкс, Робърт Вон и Крис Рок. Филмът е пуснат на 29 юни 2001 г. в Съединените щати от Paramount Pictures.

## Актьорски състав
| Актьор           | Роля                                 |
| ---------------- | ------------------------------------ |
| Ланс Краутер     | Готиният Танг                        |
| Джи Би Смуув     | Тръки                                |
| Дженифър Кулидж  | Ирени                                |
| Уанда Сайкс      | Биги Шорти                           |
| Робърт Вон       | Дик Лектър                           |
| Крис Рок         | Джей Би / Радио Ди Джей / Татко Танг |
| Редж И. Кати     | Мръсният Дий                         |
| Джей Ди Уилямс   | Фроги                                |
| Марио Джойнър    | Лейси                                |
| Дейв Ател        | Франк                                |
| Лаура Кайтлингер | Лора Найт                            |
| Рик Шапиро       | Шейки                                |
| Миси Елиът       | Дива                                 |
| Дейвид Крос      | Денис                                |
| Коул Хокинс      | Малката Пути                         |
| Боб Костас       | Себе си                              |